# シェリル・ラッド
シェリル・ラッド（Cheryl Ladd、1951年7月12日 - ）は、アメリカ合衆国の女優、歌手である。1976年 - 1981年にアメリカABCで放送されたテレビドラマ『チャーリーズ・エンジェル』でシーズン2から起用され、クリス・マンロー役を演じたことで知られる。
シェーンなどで知られるアラン・ラッドの息子、デイビッド・ラッドは元夫で、2人の間に生まれたジョーダン・ラッドも女優である。1979年に離婚後も、Ladd姓を名乗った。1981年に、レコードプロデューサーのブライアン・ラッセルと再婚した。

## 人物・経歴

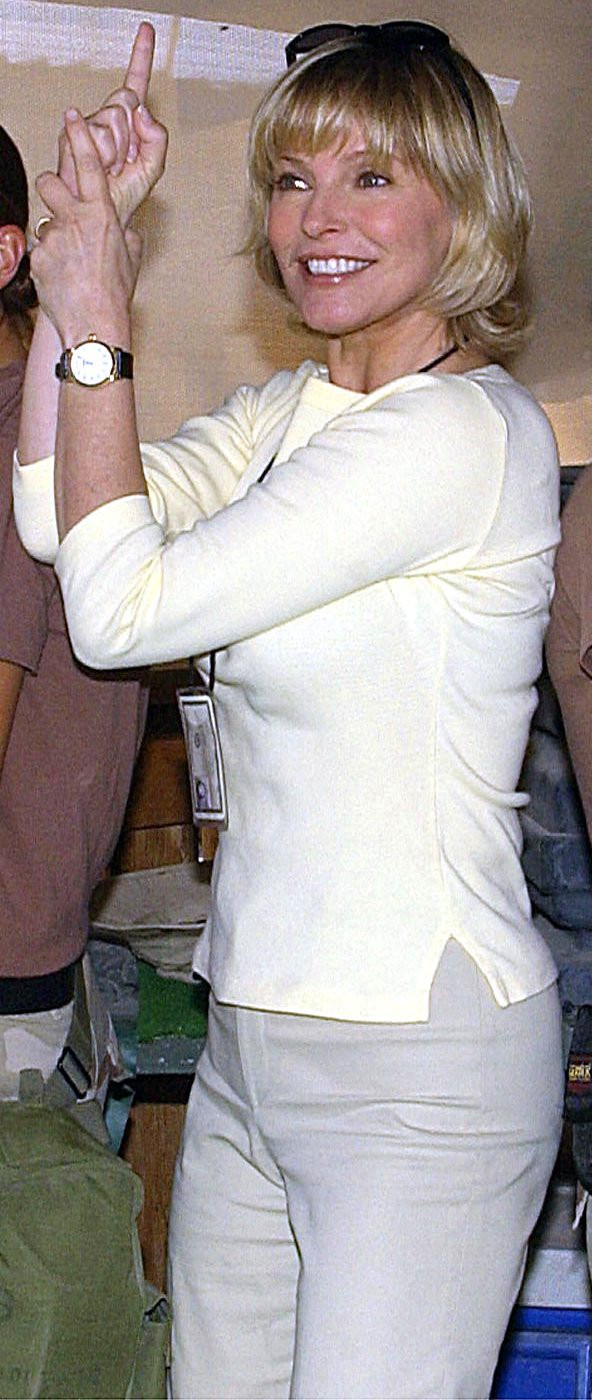
2001年

サウスダコタ州ヒューロンに生まれる。父はシカゴ・ノースウェスタン鉄道の機関士で、4人兄弟の次女。姉、メリー・アン、弟、ブライアン、セス。
7歳の時にダンスを習い始め、スターを夢見た。母親だけがたった一人、彼女の芸能界入りを応援した。以後、ダンスと歌を熱心に勉強し、ハイスクール時代には、夏休みにプロのバンドに参加して全米ツアーをした。卒業と同時にツアーに積極的に参加、ハリウッドでバンドと別れ、演劇学校に入学した。
初めての仕事はチェリー・ムーアの芸名で、アニメーション『ドラドラ子猫とチャカチャカ娘』のメロディ・バレンタイン（日本版ではミミイ）役の歌唱担当。その後、CMや雑誌のモデルを経て、テレビ界からも出演依頼が来るようになった。
1976年からABCで放送が開始され人気番組となっていた『チャーリーズ・エンジェル』シーズン2へのレギュラー出演をファラ・フォーセット・メジャースが拒否したため、ファラの妹役のオーディションを受け合格しレギュラーに加入。最終のシーズン5まで出演した。
身長163cmと欧米人女性としては小柄ながら抜群のプロポーションと健康的な笑顔で日本でも人気となり、CMにも起用されている。
1998年のTV映画『チャット・ルーム/インターネット美少女誘拐事件』では、ジョーダン・ラッドと親子で共演している｡
日本語への吹き替え版は小山茉美がほとんどを担当している。

## 出演作品

### 映画
| 公開年 | 邦題 原題                                                              | 役名                                 | 備考                                      |
| ------ | ---------------------------------------------------------------------- | ------------------------------------ | ----------------------------------------- |
| 1971   | 壮烈!怒りのリベンジャー Chrome and Hot Leather                         | ケイティ                             |                                           |
| 1973   | 女子大生悪魔の体験入学 Satan's School for Girls                        | ジョディ・ケラー                     | テレビ映画 シェリル・ストッペルムーア名義 |
| 1975   | 悪魔の海底黄金 The Treasure of Jamaica Reef                            | ザッピー                             |                                           |
| 1983   | ケンタッキー・ウーマン Kentucky Woman                                  | マギー・テルフォード                 | テレビ映画                                |
| 1983   | グレース・ケリー物語 Grace Kelly                                       | グレース・ケリー                     | テレビ映画                                |
| 1983   | 情事のあとで Now and Forever                                           | ジェシカ・クラーク                   |                                           |
| 1984   | パープル・ハーツ/愛の勲章 Purple Hearts                                | デボラ・ソロモン                     |                                           |
| 1985   | 追憶のオリエント急行・あの愛をもう一度 Romance on the Orient Express   | リリー・パーカー                     | テレビ映画                                |
| 1988   | ブルー・グラス Bluegrass                                               | モード・セイジ・ブリーン             | テレビ映画                                |
| 1989   | ミレニアム/1000年紀 Millennium                                         | ルイーズ・ボルティモア               |                                           |
| 1990   | ファントム Jekyll & Hyde                                               | サラ・クロフォード                   | テレビ映画                                |
| 1990   | リサ/真夜中の殺人コール Lisa                                           | キャサリン                           |                                           |
| 1990   | エア・パニック1501 Crash: The Mystery of Flight 1501                   | ダイアン                             | テレビ映画                                |
| 1991   | 美しき選択 Changes                                                     | メラニー・アダムス                   | テレビ映画                                |
| 1992   | ボディヒート Poison Ivy                                                | ジョージー・クーパー                 |                                           |
| 1993   | 家族の条件 Broken Promises: Taking Emily Back                          | パム                                 | テレビ映画                                |
| 1995   | ダンス・ウィズ・デンジャー Dancing with Danger                         | メアリー                             | テレビ映画                                |
| 1996   | 薔薇の誘惑 Vows of Deception                                           | ルシンダ／ルーシー・アン・マイケルズ | テレビ映画                                |
| 1998   | チャット・ルーム/インターネット美少女誘拐事件 Every Moter's Worst Fear | コニー                               | テレビ映画                                |
| 1998   | ヒプノマニア 洗脳催眠 Perfect Little Angels                            | エレイン・フリードマン               | テレビ映画                                |
| 1999   | フランダースの犬 A Dog Of Flanders                                     | アンナ                               |                                           |
| 2007   | ウォーク・ハード ロックへの階段 Walk Hard: The Dewey Cox Story         | シェリル・ラッド                     | クレジットなし                            |

### テレビシリーズ
| 公開年    | 邦題 原題                                                                                               | 役名                   | 備考                                       |
| --------- | --- | ---------------------- | ------------------------------------------ |
| 1970-1971 | ドラドラ子猫とチャカチャカ娘 Josie and the Pussycats                                                    | メロディ・バレンタイン | エピソード                                 |
| 1972      | プローブ捜査指令 Search                                                                                 | エイミー・ラヴ         | 3エピソード シェリル・ストッペルムーア名義 |
| 1974      | 青春ロック ハッピー・デイズ Happy Days                                                                  | シンディ               | 1エピソード                                |
| 1975      | 華麗な探偵ピート&マック Switch                                                                          | ジル                   | 1エピソード                                |
| 1977      | 女刑事ペパー Police Woman                                                                               | ケイト                 | 1エピソード                                |
| 1977      | ポリス・ストーリー Police Story                                                                         | バフィー               | 1エピソード                                |
| 1977-1981 | チャーリーズ・エンジェル Charlie's Angels                                                               | クリス・マンロー       | 87エピソード                               |
| 1985      | 歪んだ愛/レイプの報酬 A Death in California                                                             | ホープ・マスターズ     | ミニシリーズ                               |
| 1994-1996 | One West Waikiki                                                                                        | ホリー                 | 20エピソード                               |
| 1999-2000 | ふたりの男とひとりの女 Two Guys, a Girl and a Pizza Place                                               | バーグの母親           | 2エピソード                                |
| 2003      | チャームド Charmed                                                                                      | ドリス・ベネット       | 1エピソード                                |
| 2003-2008 | ラスベガス Las Vegas                                                                                    | ジリアン・デライン     | 29エピソード                               |
| 2009      | CSI:マイアミ CSI: Miami                                                                                 | アマンダ・コリンズ     | エピソード                                 |
| 2011      | NCIS ～ネイビー犯罪捜査班 NCIS: Naval Criminal Investigative Service                                    | メアリー・コートニー   | 1エピソード                                |
| 2011      | CHUCK/チャック Chuck                                                                                    | エマ                   | 1エピソード                                |
| 2016      | アメリカン・クライム・ストーリー/O・J・シンプソン事件 The People v. O. J. Simpson: American Crime Story | リネル・シャピロ       | ミニシリーズ                               |

## ディスコグラフィ

### シングル
- アメリカ・ビルボード誌"Billboard Hot 100"でのチャートインが1曲に対して、日本のオリコンシングルチャートでは5曲がチャートインした。それらの中には、「チャーリーズ・エンジェル」の日本でのエンディングテーマが含まれている。

以下は日本で発売されたもの。
- 1978年「天使のためいき (Think It Over)」US:#34
- 1978年「恋の雨音 (Walking in the Rain)」
- 1979年「ダンス・フォーエヴァー」※ JP:#84
- 1980年「ダンシング・アメリカン (Where is Someone to Love Me)」※※ JP:#20
- 1980年「恋の雨音 (Walking in the Rain)」※再発売 JP:#66
- 1981年「テイク・ア・チャンス」※※ JP:#22
- 1982年「ラヴァー・トゥナイト(行きずりの人) (Just Another Lover Tonight)」※ JP:#67
  - ※: 「チャーリーズ・エンジェル」エンディングテーマ
  - ※※: サントリー「V.S.O.P.」「V.S.O.デラックス」CFソング

### アルバム
以下は日本で発売されたもの。
- 1978年「天使のためいき (Cheryl Ladd)」US:#129
- 1979年「ダンス・フォーエヴァー」US:#179
- 1980年「そよ風のエンジェル (the Best of Cheryl Ladd)」JP:#3（ジャケット写真はNHK「レッツゴー・ヤング」に出演し、「ダンス・フォーエヴァー」を歌唱したときのもの。）
- 1981年「テイク・ア・チャンス」JP:#19
- 1982年「愛はビューティフル (You Make it Beautiful)」
- 1982年「ベストオブ シェリル・ラッド (the Best of Cheryl Ladd)」